# 台东伽蓝菜
台东伽蓝菜（学名：Kalanchoe tashiroi），为景天科伽蓝菜属下的一个植物种。